# Chalinula densa
Chalinula densa är en svampdjursart som först beskrevs av Brøndsted 1924.  Chalinula densa ingår i släktet Chalinula och familjen Chalinidae. Inga underarter finns listade i Catalogue of Life.